# Íñigo López de Mendoza
För andra betydelser, se Íñigo López de Mendoza (olika betydelser).
Iñigo López de Mendoza, känd under titeln markisen av Santillana, född den 19 augusti 1398 i Carrión de los Condes (Palencia), död den 25 mars 1458 i Guadalajara, var en spansk-provensalsk skald.
López de Mendoza, som utmärkte sig även som diplomat och fältherre, var en mäktig, rik och förnäm man, sin tids störste beskyddare av vetenskap och konst. Trots att han saknade originell begåvning, var han en mycket talangfull versifikatör och av mycket stor beläsenhet samt högeligen beundrad av sin samtid. Hans otaliga canciones, dezires, amorosos, pastorelas, proverbios et cetera är starkt påverkade av Dante och Petrarca. Mest berömda av hans arbeten är Coronación de Mossén Jordi de Sant Jordi, Cornodicta de Ponza (om sjöslaget vid Ponza 1435), Infierno de los enamorados, Diálogo de Bias contra fortuna och Centiloquio, 100 stycken rimmade ordspråk. Hans 42 sonetter är de första av denna diktart på spanskt språk, och hans "seranillas", smådikter i folkstil, är fullt självständiga utan något som helst italienskt inflytande.